# Journée internationale des câlins
La journée internationale des câlins est un événement annuel qui se produit le 21 janvier. Le mouvement a été lancé aux États-Unis.

## Historique
Aux États-Unis, on connaît cet événement sous le nom de National Hug Day ou National Hugging Day, qui se traduit en français par « journée nationale des câlins ». La célébration de cette journée se propage ensuite à d'autres pays tels que l'Australie, le Royaume-Uni, l'Allemagne ou encore la Pologne et la France, si bien que la journée peut être qualifiée d'internationale. Ce serait un révérend américain du nom de Kevin Zaborney qui aurait instauré cette journée dédiée au câlin en 1986,.
L'idée est d'encourager les personnes d'une même famille ou des amis à se prendre dans les bras quelques secondes, en marque de tendresse. Cette manifestation d'affection serait bonne pour la santé et le moral, en favorisant la sécrétion d'ocytocine,. Le choix de cette date hivernale fut motivé par la dépression générale ambiante plus forte à cette période de l'année.